# Margherita Horowitz
Pour les articles homonymes, voir Horowitz.
Margherita Horowitz, née Margarethe Horowitz le 7 août 1919, morte à Vienne le 19 décembre 2011, est une actrice autrichienne naturalisée italienne.

## Biographie
Margherita Horowitz commence dès ses 14 ans à jouer de petits rôles au théâtre à Vienne. Sa carrière en Autriche est cependant empêchée par la montée des sentiments antisémites (elle est de mère juive), ce qui l'oblige à s'établir en Italie, où elle se fait embaucher dès 1937 au Teatro Valle de Rome. Là, elle se convertit au catholicisme, et peu après épouse un officier fasciste, Renato Trentini.
Pendant la seconde Guerre mondiale, elle parvient à cacher ses origines. Elle trouve même un emploi de traductrice pour l'occupant allemand, et organise aussi pour eux quelques spectacles au théâtre. Après la guerre, elle se sépare de son mari et recommence à jouer au théâtre et obtient des petits rôles au cinéma. Vers le milieu des années 1960, elle obtient des rôles un peu plus consistants comme actrice de genre dans des films de genre.
Elle garde deux souvenirs dont elle fait part comme « merveilleux » : une rencontre avec le Shah d'Iran et une autre avec le duc de Windsor, ex-Édouard VIII après son abdication.

## Filmographie partielle

### Cinéma
- 1957 : L'Adieu aux armes (A Farewell to Arms) de Charles Vidor : une infirmière dans le couloir[2]
- 1960 : Adua et ses compagnes (Adua e le compagne), d'Antonio Pietrangeli
- 1964 : Le Jeudi (Il giovedì), de Dino Risi : la kleptomane
- 1965 : Les Criminels de la galaxie (I criminali della galassia), d'Anthony M. Dawson : Mme Fowler
- 1966 : Sept Écossais du Texas (7 pistole per i MacGregor), de Franco Giraldi : Annie MacGregor
- 1966 : 3 Winchester pour Ringo (3 colpi di Winchester per Ringo), d'Emimmo Salvi : Mme Carson
- 1966 : Comment j'ai appris à aimer les femmes (Come imparai ad amare le donne), de Luciano Salce : une religieuse
- 1967 : Addio mamma (it), de Mario Amendola
- 1967 : Sept Écossais explosent (7 donne per i MacGregor), de Franco Giraldi : Annie MacGregor
- 1967 : Opération frère cadet (O.K. Connery), d'Alberto De Martino : une princesse à la vente aux enchères
- 1967 : Johnny le bâtard (John il bastardo), d'Armando Crispino : sœur de Sara
- 1968 : La mort a pondu un œuf (La morte ha fatto l'uovo), de Giulio Questi : secrétaire de Marco
- 1968 : Aujourd'hui ma peau, demain la tienne (I tre che sconvolsero il West (Vado, vedo e sparo)), d'Enzo G. Castellari : femme en pleur
- 1971 : Le Chat à neuf queues (film) (Il gatto a nove code), de Dario Argento : babysitter de Lori
- 1971 : Un prêtre à marier (Il prete sposato), de Marco Vicario (non créditée)
- 1972 : Les Sept Châles de soie jaune (7 scialli di seta gialla), de Sergio Pastore
- 1972 : Alléluia défie l'Ouest (Il West ti va stretto, amico... è arrivato Alleluja), de Giuliano Carnimeo : une femme au camp de la communauté
- 1972 : Et maintenant, on l'appelle El Magnifico (...e poi lo chiamarono il Magnifico), d'Enzo Barboni : femme au chien
- 1973 : Les anges mangent aussi des fayots (Anche gli angeli mangiano fagioli), d'Enzo Barboni : épouse de Gerace
- 1973 : Homo Eroticus, de Marco Vicario : amie de Cocò
- 1973 : Les Dernières Neiges de printemps (L'ultima neve di primavera), de Raimondo Del Balzo : Mariolina
- 1974 : E cominciò il viaggio nella vertigine, de Toni De Gregorio
- 1974 : La Tentation (Il sorriso del grande tentatore), de Damiano Damiani : mère du prince Ottavio
- 1974 : Le Parfum de la dame en noir (Il profumo della signora in nero), de Francesco Barilli : Mme Lovati
- 1974 : Un amour insolite (Questa specie d'amore), d'Alberto Bevilacqua
- 1974 : Fatevi vivi, la polizia non interverrà, de Giovanni Fago : Gemma, servante
- 1974 : L'An un (Anno uno), de Roberto Rossellini : une journaliste
- 1974 : L'Orgasme dans le placard (Donna è bello), de Sergio Bazzini
- 1974 : Violence et Passion (Gruppo di famiglia in un interno), de Luchino Visconti : une domestique
- 1974 : Dérapage contrôlé (Troppo rischio per un uomo solo), de Luciano Ercoli : femme de chambre de Rodolfo
- 1975 : ...a tutte le auto della polizia..., de Mario Caiano : Antonietta, domestique chez Icardi
- 1975 : La Baby-Sitter (Baby Sitter - Un maledetto pasticcio), de René Clément : servante
- 1975 : Attenti al buffone, d'Alberto Bevilacqua : femme aux funérailles
- 1975 : Marc la gâchette (Mark il poliziotto spara per primo), de Stelvio Massi : Marta Clerici
- 1975 : Les Nuits chaudes de Berlin (Salon Kitty), de Tinto Brass : mère de Margherita
- 1976 : Milano violenta, de Mario Caiano
- 1976 : Deux Flics à abattre (Uomini si nasce poliziotti si muore), de Ruggero Deodato : Mona
- 1976 : Section de choc (Quelli della calibro 38), de Massimo Dallamano
- 1976 : L'Innocent (L'innocente), de Luchino Visconti
- 1977 : Il marito in collegio (it), de Maurizio Lucidi
- 1977 : Fräulein SS (La svastica nel ventre), de Mario Caiano : mère de Hanna
- 1977 : Suspiria, de Dario Argento : enseignante
- 1977 : Treize Femmes pour Casanova (Casanova & Company), de Franz Antel : mère supérieure
- 1977 : Action immédiate (La via della droga), d'Enzo G. Castellari : la mère
- 1977 : Les Bonshommes (Pane, burro e marmellata), de Giorgio Capitani : voisine
- 1977 : Les Nouveaux Monstres (I nuovi mostri), de Dino Risi, Mario Monicelli et Ettore Scola : une actrice
- 1978 : Il commissario di ferro, de Stelvio Massi : voisine de Conforti (non créditée)
- 1978 : La Cage aux folles, d'Édouard Molinaro : la secrétaire de Madame Deblon
- 1979 : Un jouet dangereux (Il giocattolo), de Giuliano Montaldo : femme au restaurant (non créditée)
- 1980 : La Terrasse (La terrazza), d'Ettore Scola : une invitée à la soirée
- 1980 : Je suis photogénique (Sono fotogenico), de Dino Risi : femme dans le train (non créditée)
- 1981 : La Salamandre (La salamandra), de Peter Zinner : épouse du ministre de la défense (non créditée)
- 1981 : On m'appelle Malabar (Occhio alla penna), de Michele Lupo
- 1981 : Il turno, de Tonino Cervi
- 1982 : Meurtre au Vatican (Morte in Vaticano), de Marcello Aliprandi
- 1983 : Double Zéro de conduite (Zero in condotta), de Giuliano Carnimeo (non créditée)
- 1986 : Saving Grace, de Robert Milton Young : religieuse interprète

### Télévision
- 1968 : Le Frac (Il frac), quatrième épisode de l'émission Stasera Fernandel, de Camillo Mastrocinque : la mère[3]
- 1988 : Les Orages de la guerre (War and Remembrance), mini-série télévisée de Dan Curtis : épouse de Mosè Sacerdote
- 1989 : Classe di ferro (it), série télévisée, épisode 1.04 : La licenza : religieuse